# Thiago Motta
Thiago Motta Santon Olivares (São Bernardo do Campo, São Paulo, 8 de agosto de 1982), conocido simplemente como Thiago Motta, es un exfutbolista y entrenador brasileño nacionalizado italiano que jugaba como centrocampista. Jugó la mayor parte de su carrera en el Paris Saint-Germain F. C. donde permaneció durante 6 temporadas y media, desde 2012 hasta su retiro en 2018. También tuvo una etapa en el F. C. Barcelona, desde 2001 hasta 2007. Actualmente esta sin equipo.
Representó a la selección de Italia en treinta ocasiones, marcando un gol. Participó en la Copa Mundial de 2014, la Eurocopa 2012 y Eurocopa 2016, terminando subcampeón y eliminado en cuartos de final, respectivamente.

## Trayectoria

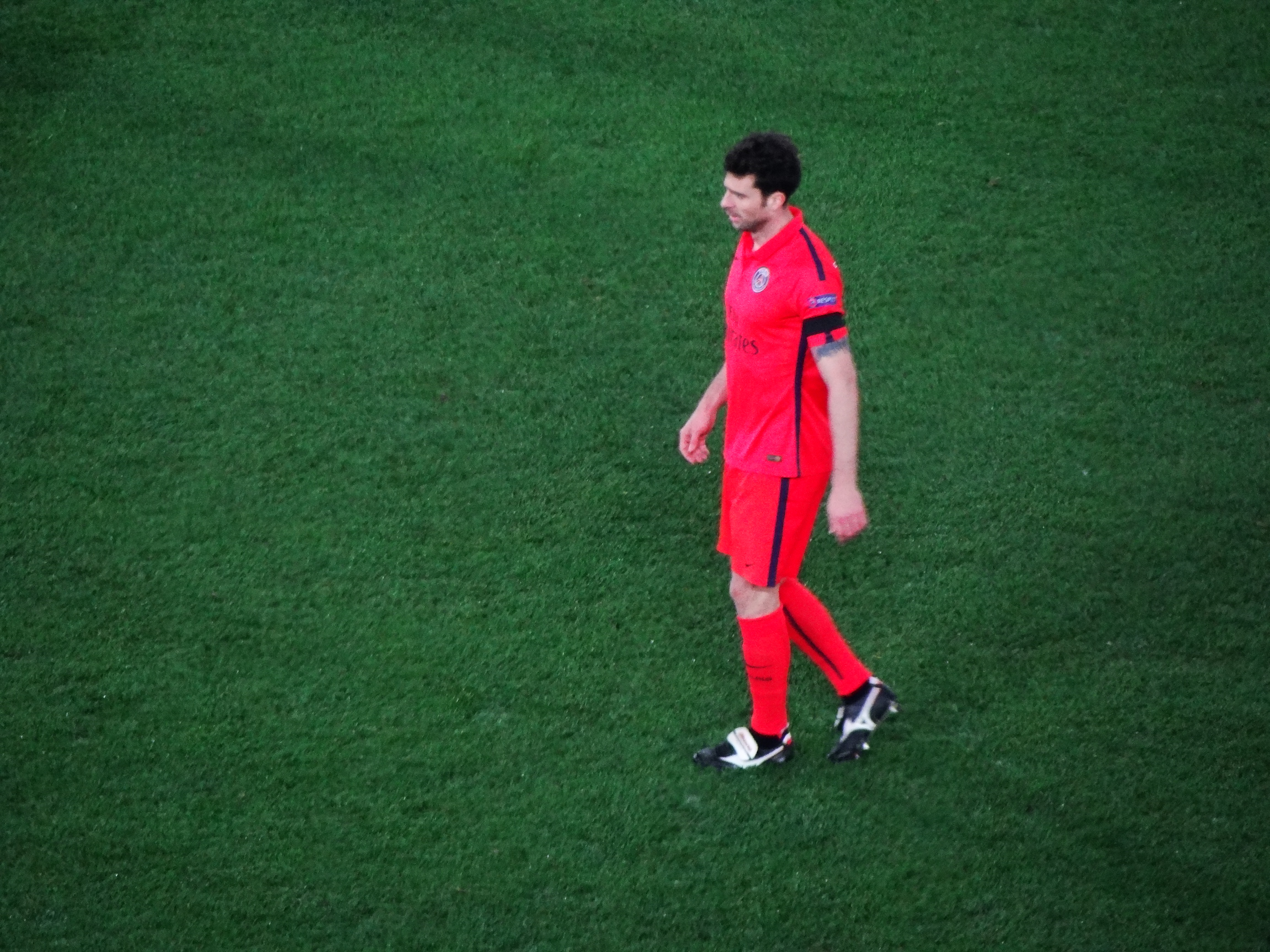
Thiago Motta, disputando el Chelsea FC vs Paris Saint-Germain el 11 de marzo de 2015

### Futbolista
Jugó desde joven en las categorías inferiores del F. C. Barcelona, equipo con el cual debutó en la primera división española el 3 de octubre de 2001 en la victoria de su club por 3-0 sobre el Mallorca. En la temporada 2003-04 consiguió un subcampeonato de liga. En la siguiente temporada, sufrió una grave lesión el 11 de septiembre de 2004 en un partido contra el Sevilla que lo mantuvo apartado de los terrenos de juego durante siete meses. Esa misma temporada se proclamó por primera vez campeón de la primera división. En la temporada 2005-06 ganó la Supercopa de España, la Liga y la Liga de Campeones de la UEFA.
Las constantes lesiones y la falta de rendimiento en relación con los minutos concedidos forzaron su salida del club. Así, el Atlético de Madrid lo fichó para la temporada 2007-08 por 2 millones de euros, aunque solo jugó 8 partidos durante toda la temporada debido a una lesión en su menisco de la rodilla izquierda. En 2008, se marchó a la Serie A de Italia con el Genoa F. C. Su debut en el campeonato italiano se produjo el 19 de octubre de 2008 en la victoria ante el A. C. Siena por marcador de 1-0. Diez días después, marcó su primer gol en la Serie A ante el Cagliari Calcio. En 2009, fue transferido junto con su compañero Diego Milito al Inter de Milán, con el que firmó un contrato hasta el año 2013 recibiendo 3 millones de euros anuales. En enero de 2012 fue transferido al Paris Saint-Germain.

### Entrenador
Se retiró del fútbol el 18 de julio de 2018 para entrenar al sub-19 del equipo parisino.
El 22 de octubre de 2019 fue nombrado nuevo entrenador del Genoa C. F. C. tras la destitución de Aurelio Andreazzoli. Sin embargo, fue despedido el 28 de diciembre, tras 2 meses en el cargo, a causa de los malos resultados.
El 8 de julio de 2021, se convirtió en nuevo entrenador del Spezia Calcio. El 28 de junio de 2022, a pesar de haber obtenido la permanencia en la Serie A, el club anunció la rescisión de su contrato.
El 12 de septiembre de 2022 fue anunciado oficialmente como nuevo entrenador del Bologna, sustituyendo a Siniša Mihajlović. Firmó un contrato válido hasta el 30 de junio de 2024. En mayo de 2024, tras clasificar al equipo italiano para la Liga de Campeones al asegurarse un puesto entre los 5 primeros de la Serie A, el club anunció la marcha de Motta, ya que su contrato no sería renovado.
El 12 de junio de 2024, fue anunciado oficialmente como nuevo entrenador de la Juventus, firmando un contrato válido hasta 2027. Sin embargo, fue destituido el 23 de marzo de 2025, a causa de una mala racha de resultados.

## Selección nacional

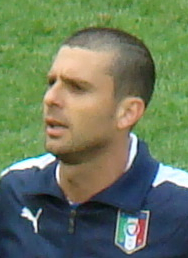
Motta con la selección italiana.

Fue internacional con la selección de Brasil en la categoría sub-17, con la cual disputó tres encuentros. En el año 2003, fue convocado a la selección sub-23 por el técnico Ricardo Gomes para participar en la Copa de Oro de la Concacaf 2003 disputada en los Estados Unidos y México, aunque sólo llegó a jugar dos encuentros (derrota 1-0 ante México y victoria 2-1 ante Honduras).
Gracias a su doble nacionalidad y al no haber jugado con la selección brasileña absoluta, Motta declaró en repetidas ocasiones su disponibilidad para jugar con la squadra azzurra. Finalmente el 6 de febrero de 2011 recibió su primera convocatoria para integrar el equipo nacional italiano. Tres días más tarde se dio su debut oficial con la selección italiana jugando 63 minutos en un encuentro amistoso ante la selección de Alemania que finalizó con marcador de 1-1.
Su primer y único gol con la squadra azzurra lo marcó el 25 de marzo de 2011 en la victoria por 1-0 sobre Eslovenia en un encuentro válido por las eliminatorias para la Eurocopa 2012. El 13 de mayo de 2014 el entrenador de la selección italiana, Cesare Prandelli, lo incluyó en la nómina preliminar de 30 jugadores convocados para la Copa Mundial de Fútbol de 2014. Fue confirmado en la lista definitiva de 23 jugadores el 1 de junio.

### Participaciones en Copas del Mundo
| Mundial                        | Sede   | Resultado      |
| ------------------------------ | ------ | -------------- |
| Copa Mundial de Fútbol de 2014 | Brasil | Fase de grupos |

### Participaciones en Eurocopas
| Eurocopa      | Sede              | Resultado        |
| ------------- | ----------------- | ---------------- |
| Eurocopa 2012 | Polonia y Ucrania | Subcampeón       |
| Eurocopa 2016 | Francia           | Cuartos de final |

## Clubes

### Como jugador
| Club                              | Div.                | Temporada           | Liga  | Liga  | Copas nacionales | Copas nacionales | Torneos internacionales | Torneos internacionales | Total | Total |
| Club                              | Div.                | Temporada           | Part. | Goles | Part.            | Goles            | Part.                   | Goles                   | Part. | Goles |
| --------------------------------- | ------------------- | ------------------- | ----- | ----- | ---------------- | ---------------- | ----------------------- | ----------------------- | ----- | ----- |
| F. C. Barcelona "B" · España      | 2.ª                 | 1999-00             | 33    | 2     | —                | —                | —                       | —                       | 33    | 2     |
| F. C. Barcelona "B" · España      | 2.ª                 | 2000-01             | 29    | 5     | —                | —                | —                       | —                       | 29    | 5     |
| F. C. Barcelona "B" · España      | 2.ª                 | 2001-02             | 22    | 5     | —                | —                | —                       | —                       | 22    | 5     |
| F. C. Barcelona "B" · España      | Total               | Total               | 84    | 12    | 0                | 0                | 0                       | 0                       | 84    | 12    |
| F. C. Barcelona · España          | 1.ª                 | 2001-02             | 18    | 1     | 1                | 0                | 7                       | 0                       | 26    | 1     |
| F. C. Barcelona · España          | 1.ª                 | 2002-03             | 21    | 3     | 1                | 0                | 13                      | 2                       | 35    | 5     |
| F. C. Barcelona · España          | 1.ª                 | 2003-04             | 20    | 1     | 1                | 0                | 5                       | 1                       | 26    | 2     |
| F. C. Barcelona · España          | 1.ª                 | 2004-05             | 8     | 0     | —                | —                | —                       | —                       | 8     | 0     |
| F. C. Barcelona · España          | 1.ª                 | 2005-06             | 15    | 1     | 1                | 1                | 7                       | 0                       | 23    | 2     |
| F. C. Barcelona · España          | 1.ª                 | 2006-07             | 14    | 0     | 6                | 0                | 9                       | 0                       | 29    | 0     |
| F. C. Barcelona · España          | Total               | Total               | 96    | 6     | 10               | 1                | 41                      | 3                       | 146   | 10    |
| Atlético de Madrid · España       | 1.ª                 | 2007-08             | 6     | 0     | 2                | 0                | 2                       | 0                       | 10    | 0     |
| Atlético de Madrid · España       | Total               | Total               | 6     | 0     | 2                | 0                | 2                       | 0                       | 10    | 0     |
| Genoa C. F. C. · Italia           | 1.ª                 | 2008-09             | 27    | 6     | —                | —                | 0                       | 0                       | 27    | 6     |
| Genoa C. F. C. · Italia           | Total               | Total               | 27    | 6     | 0                | 0                | 0                       | 0                       | 27    | 6     |
| Inter de Milán · Italia           | 1.ª                 | 2009-10             | 26    | 4     | 6                | 0                | 8                       | 0                       | 40    | 4     |
| Inter de Milán · Italia           | 1.ª                 | 2010-11             | 19    | 4     | 3                | 0                | 7                       | 1                       | 29    | 5     |
| Inter de Milán · Italia           | 1.ª                 | 2011-12             | 10    | 3     | 2                | 0                | 2                       | 0                       | 14    | 3     |
| Inter de Milán · Italia           | Total               | Total               | 55    | 11    | 11               | 0                | 17                      | 1                       | 83    | 12    |
| Paris Saint-Germain F. C. Francia | 1.ª                 | 2011-12             | 14    | 2     | 2                | 0                | 0                       | 0                       | 16    | 2     |
| Paris Saint-Germain F. C. Francia | 1.ª                 | 2012-13             | 12    | 1     | 1                | 0                | 2                       | 0                       | 15    | 1     |
| Paris Saint-Germain F. C. Francia | 1.ª                 | 2013-14             | 32    | 3     | 6                | 1                | 9                       | 2                       | 47    | 6     |
| Paris Saint-Germain F. C. Francia | 1.ª                 | 2014-15             | 27    | 0     | 5                | 0                | 6                       | 0                       | 38    | 0     |
| Paris Saint-Germain F. C. Francia | 1.ª                 | 2015-16             | 32    | 1     | 4                | 0                | 9                       | 0                       | 45    | 1     |
| Paris Saint-Germain F. C. Francia | 1.ª                 | 2016-17             | 30    | 0     | 7                | 1                | 5                       | 0                       | 42    | 1     |
| Paris Saint-Germain F. C. Francia | 1.ª                 | 2017-18             | 19    | 1     | 5                | 0                | 4                       | 0                       | 28    | 1     |
| Paris Saint-Germain F. C. Francia | Total               | Total               | 166   | 8     | 30               | 2                | 35                      | 2                       | 232   | 12    |
| Total en su carrera               | Total en su carrera | Total en su carrera | 434   | 43    | 53               | 3                | 95                      | 6                       | 582   | 52    |
| 1. 2. 3.                          |                     |                     |       |       |                  |                  |                         |                         |       |       |

### Como entrenador
| Equipo                     | Div.                | Temporada           | Liga  | Liga | Liga | Liga | Liga |       | Copa | Copa | Copa | Copa  |   | Internacional | Internacional | Internacional | Internacional | Internacional |   | Otros | Otros | Otros | Otros |    | Totales     | Totales | Totales | Totales | Totales | Totales | Totales | Totales |
| Equipo                     | Div.                | Temporada           | Part. | G    | E    | P    | Pos. | Part. | G    | E    | P    | Part. | G | E             | P             | Pos.          | Part.         | G             | E | P     | Part. | G     | E     | P  | Rendimiento | GF      | GC      | Dif.    |         |         |         |         |
| -------------------------- | ------------------- | ------------------- | ----- | ---- | ---- | ---- | ---- | ----- | ---- | ---- | ---- | ----- | - | ------------- | ------------- | ------------- | ------------- | ------------- | - | ----- | ----- | ----- | ----- | -- | ----------- | ------- | ------- | ------- | ------- | ------- | ------- | ------- |
| Genoa C. F. C. · Italia    | 1.ª                 | 2019-20             | 9     | 1    | 3    | 5    | Inc. | 1     | 1    | 0    | 0    | -     | - | -             | -             | -             | -             | -             | - | -     | 10    | 2     | 3     | 5  | 30%         | 11      | 17      | -6      |         |         |         |         |
| Genoa C. F. C. · Italia    | Total               | Total               | 9     | 1    | 3    | 5    | -    | 1     | 1    | 0    | 0    | -     | - | -             | -             | -             | -             | -             | - | -     | 10    | 2     | 3     | 5  | 30%         | 11      | 17      | -6      |         |         |         |         |
| Spezia Calcio · Italia     | 1.ª                 | 2021-22             | 38    | 10   | 6    | 22   | 16.º | 2     | 1    | 0    | 1    | -     | - | -             | -             | -             | -             | -             | - | -     | 40    | 11    | 6     | 23 | 32.5%       | 44      | 74      | -30     |         |         |         |         |
| Spezia Calcio · Italia     | Total               | Total               | 38    | 10   | 6    | 22   | -    | 2     | 1    | 0    | 1    | -     | - | -             | -             | -             | -             | -             | - | -     | 40    | 11    | 6     | 23 | 32.5%       | 44      | 74      | -30     |         |         |         |         |
| Bologna F. C. · Italia     | 1.ª                 | 2022-23             | 32    | 13   | 9    | 10   | 9.º  | 2     | 1    | 0    | 1    | -     | - | -             | -             | -             | -             | -             | - | -     | 34    | 14    | 9     | 11 | 50%         | 47      | 41      | +6      |         |         |         |         |
| Bologna F. C. · Italia     | 1.ª                 | 2023-24             | 38    | 18   | 14   | 6    | 5.º  | 4     | 3    | 1    | 0    | -     | - | -             | -             | -             | -             | -             | - | -     | 42    | 21    | 15    | 6  | 61.9%       | 60      | 33      | +27     |         |         |         |         |
| Bologna F. C. · Italia     | Total               | Total               | 70    | 31   | 23   | 16   | -    | 6     | 4    | 1    | 1    | -     | - | -             | -             | -             | -             | -             | - | -     | 76    | 35    | 24    | 17 | 56.58%      | 107     | 74      | +33     |         |         |         |         |
| Juventus de Turín · Italia | 1.ª                 | 2024-25             | 29    | 13   | 13   | 3    | Inc. | 2     | 1    | 1    | 0    | 10    | 4 | 3             | 3             | 1/16          | 1             | 0             | 0 | 1     | 42    | 18    | 17    | 7  | 56.35%      | 63      | 42      | +21     |         |         |         |         |
| Juventus de Turín · Italia | Total               | Total               | 29    | 13   | 13   | 3    | -    | 2     | 1    | 1    | 0    | 10    | 4 | 3             | 3             | -             | 1             | 0             | 0 | 1     | 42    | 18    | 17    | 7  | 56.35%      | 63      | 42      | +21     |         |         |         |         |
| Total en su carrera        | Total en su carrera | Total en su carrera | 146   | 55   | 45   | 46   | -    | 11    | 7    | 2    | 2    | 10    | 4 | 3             | 3             | -             | 1             | 0             | 0 | 1     | 168   | 66    | 50    | 52 | 49.21%      | 225     | 207     | +18     |         |         |         |         |
| 1. 2. 3.                   |                     |                     |       |      |      |      |      |       |      |      |      |       |   |               |               |               |               |               |   |       |       |       |       |    |             |         |         |         |         |         |         |         |

#### Resumen por competiciones
| Competición                  | Partidos | Ganados | Empatados | Perdidos | %      | Resultado              |
| ---------------------------- | -------- | ------- | --------- | -------- | ------ | ---------------------- |
| Serie A                      | 146      | 55      | 45        | 46       | 47.94% | 5.º lugar              |
| Copa Italia                  | 11       | 7       | 2         | 2        | 69.7%  | Cuartos de final       |
| Supercopa de Italia          | 1        | 0       | 0         | 1        | 0%     | Semifinales            |
| Liga de Campeones de la UEFA | 10       | 4       | 3         | 3        | 50%    | Dieciseisavos de final |
| TOTAL                        | 168      | 66      | 50        | 52       | 49.21% | Sin Títulos            |

## Palmarés

### Campeonatos nacionales
| Título                     | Club                      | País    | Año     |
| -------------------------- | ------------------------- | ------- | ------- |
| Primera División de España | F. C. Barcelona           | España  | 2004-05 |
| Supercopa de España        | F. C. Barcelona           | España  | 2005    |
| Primera División de España | F. C. Barcelona           | España  | 2005-06 |
| Supercopa de España        | F. C. Barcelona           | España  | 2006    |
| Serie A                    | Inter de Milán            | Italia  | 2009-10 |
| Copa Italia                | Inter de Milán            | Italia  | 2009-10 |
| Supercopa de Italia        | Inter de Milán            | Italia  | 2010    |
| Copa Italia                | Inter de Milán            | Italia  | 2010-11 |
| Ligue 1                    | Paris Saint-Germain F. C. | Francia | 2012-13 |
| Supercopa de Francia       | Paris Saint-Germain F. C. | Francia | 2013    |
| Copa de la Liga de Francia | Paris Saint-Germain F. C. | Francia | 2013-14 |
| Ligue 1                    | Paris Saint-Germain F. C. | Francia | 2013-14 |
| Supercopa de Francia       | Paris Saint-Germain F. C. | Francia | 2014    |
| Copa de la Liga de Francia | Paris Saint-Germain F. C. | Francia | 2014-15 |
| Ligue 1                    | Paris Saint-Germain F. C. | Francia | 2014-15 |
| Copa de Francia            | Paris Saint-Germain F. C. | Francia | 2014-15 |
| Supercopa de Francia       | Paris Saint-Germain F. C. | Francia | 2015    |
| Ligue 1                    | Paris Saint-Germain F. C. | Francia | 2015-16 |
| Copa de la Liga de Francia | Paris Saint-Germain F. C. | Francia | 2015-16 |
| Copa de Francia            | Paris Saint-Germain F. C. | Francia | 2015-16 |
| Supercopa de Francia       | Paris Saint-Germain F. C. | Francia | 2016    |
| Copa de la Liga de Francia | Paris Saint-Germain F. C. | Francia | 2016-17 |
| Copa de Francia            | Paris Saint-Germain F. C. | Francia | 2016-17 |
| Supercopa de Francia       | Paris Saint-Germain F. C. | Francia | 2017    |
| Copa de la Liga de Francia | Paris Saint-Germain F. C. | Francia | 2017-18 |
| Ligue 1                    | Paris Saint-Germain F. C. | Francia | 2017-18 |
| Copa de Francia            | Paris Saint-Germain F. C. | Francia | 2017-18 |

### Copas internacionales
| Título                 | Equipo (*)                 | Sede    | Año     |
| ---------------------- | -------------------------- | ------- | ------- |
| Sudamericano Sub-17    | Selección de Brasil sub-17 | Uruguay | 1999    |
| Liga de Campeones      | F. C. Barcelona            | Francia | 2005-06 |
| Liga de Campeones      | Inter de Milán             | España  | 2009-10 |
| Copa Mundial de Clubes | Inter de Milán             | EAU     | 2010    |

(*) Incluyendo la selección

### Distinciones individuales
| Distinción                   | Año     |
| ---------------------------- | ------- |
| Equipo del Año en la Serie A | 2010-11 |
| Equipo del Año en la Ligue 1 | 2013-14 |